# Aeroporto Internacional de Belgrado
O Aeroporto de Belgrado (IATA BEG, ICAO: LYBE) foi fundado em 1910, na região de Banjica. Atualmente ocupa o prédio inaugurado em Surčin em 1962. Recebeu reformas no decorrer de 2006 quando passou a se chamar Aeroporto Nikola Tesla, em homenagem ao inventor sérvio-americano Nikola Tesla.

## Destino de voos por companhia
| Companhias                    | Destinos |
| ----------------------------- | --- |
| Aegean Airlines               | Atenas |
| Aeroflot                      | Moscovo (suspensa) |
| Air Cairo                     | Hurgada |
| Air France                    | Paris (sazonal) |
| Air Montenegro                | Podgorica, Tivat |
| Air Serbia                    | Amesterdão, Atenas, Banja Luka, Barcelona, Bari (sazonal), Berlim, Bolonha, Bruxelas, Bucareste, Cazã, Chicago (inicia 17 de maio de 2023), Copenhaga, Dubrovnique (sazonal), Dusseldórfia, Escópia, Estocolmo, Estugarda, Francoforte, Hanôver, Istambul, Krasnodar, Lárnaca, Lião, Liubliana, Londres, Madri, Málaga (inicia 18 de dezembro de 2022), Milão, Moscovo, Niš, Nova Iorque, Nuremberga, Oslo, Palma de Maiorca (sazonal), Paris, Podgorica, Praga, Pula (sazonal), Rijeka (sazonal), Roma, Rostóvia do Dom (sazonal), Salisburgo, São Petersburgo, Saraievo, Sóchi, Sofia, Split (sazonal), Tessalônica, Tianjin (inicia 9 de dezembro de 2022), Tirana, Tivat, Trieste, Valência, Venécia, Viena, Zadar (sazonal), Zagrebe, Zurique |
| Arkia                         | Telavive |
| Austrian Airlines             | Viena |
| easyJet                       | EuroAirport Basel-Mulhouse-Freiburg, Genebra |
| Eurowings                     | Dusseldórfia, Estugarda |
| flydubai                      | Dubai |
| Hainan Airlines               | Pequim |
| KLM                           | Amesterdão |
| LOT Polish Airlines           | Varsóvia |
| Lufthansa                     | Francoforte, Munique |
| Luxair                        | Luxemburgo |
| Norwegian Air Shuttle         | Estocolmo, Oslo |
| Nouvelair                     | Djerba, Monastir |
| Pegasus Airlines              | Istambul - Sabiha Gökçen |
| Qatar Airways                 | Doha |
| Swiss International Air Lines | Zurique |
| TAROM                         | Bucareste |
| Turkish Airlines              | Ankara, Esmirna (inicia 16 de fevereiro de 2023), Istambul |
| Vueling                       | Barcelona |
| Wizz Air                      | Abu Dabi, Barcelona, EuroAirport Basel-Mulhouse-Freiburg, Beauvais, Billund, Dortmund, Eindhoven, Estocolmo – Skavsta, Gotemburgo, Hahn, Hamburgo, Karlsruhe/Baden-Baden, Londres - Luton, Malmö, Malta, Memmingen, Nice, Roma – Ciampino, Sandefjord, Växjö |